# Takaaki Kajita
Takaaki Kajita (梶田隆章, Kajita Takaaki, (n. 9 martie 1959, Higashimatsuyama, Prefectura Saitama, Japonia) este un fizician japonez, cunoscut pentru experimentele KamiokaNDE (Kamioka Nucleon Decay Experiment) și Kamiokande-II, efectuate asupra neutrinilor la Kamioka Observatory, Institute for Cosmic Ray Research, University of Tokyo.
În anul 2015 i-a fost decernat, împreună cu Arthur B. McDonald, Premiul Nobel pentru Fizică „pentru descoperirea oscilațiilor neutrinilor, care arată că neutrinii au masă”.